# Partit Social Democràtic de Nigèria
El Partit Social Democràtic de Nigèria, popularment conegut com a SDP, fou un partit polític creat per agrupar els ideals d'un centre esquerre en una organització política. Fou un dels productes d'un projecte de democràcia del President militar Ibrahim Babangida que consistia en dos partits polítics plenament nacionals, un per l'esquerra i un per la dreta. Tanmateix, va ser vist com un partit moderat amb un afegit de joves intel·lectuals radicals i socialistes. En el seu manifesto, va demanar esforços concertats per millorar el benestar i la lluita dels pobles per la justícia social.

## Estructura i força del partit
Després de la prohibició de 13 partits en formació per l'administració d'Ibrahim Babangida el 1989, uns quants de les ara "associacions" il·legals es van veure forçats a realinear-se. El Front dels Pobles de Nigèria, el Partit de la Solidaritat dels Pobles i el Partit del Treball Nigerià foren els tres principals grups que van emergir per formar el nucli constituent del nou SDP. El lideratge del partit era majoritàriament dominat per nigerians del nord, amb Babagana Kingibe president del partit elegit el 1990 enfront del seu rival Mohammed Arzika. D'altra banda, la força electoral del partit estava en els estats iorubes i als d'Imo i Anambra. El partit va guanyar 57% dels escons al Senat en les eleccions de 1992 a l'Assemblea Nacional, i 53% dels escons de la Cambra de Representants en la mateixa elecció. El partit estava en gran part finançat pel Govern Federal i uns quants individus a nivell particular, com Shehu Musa Yar'Adua, Francis Nzeribe i M.K.O. Abiola. En les eleccions primàries per competir per la presidència, Yar'Adua va obtenir aproximadament 480.000 vots i va derrotar el seu adversari, Olu Falae en la primera ronda. Un altre financer, Abiola (un ex membre del Consell Nacional de Nigèria i els Cameruns i ex president del Partit Nacional de Nigèria) va guanyar l'elecció primària del març 1993, després que la primera elecció va ser cancel·lada. Abiola va disputar l'elecció nacional a president enfront al candidat de la Convenció Republicana Nacional Bashir Tofa, i la va guanyar aclaparadorament, però l'elecció fou anul·lada pels militars. Posteriorment el general Sani Abacha, quan va agafar el poder, va prohibir els partits polítics.
Entre membres anteriors, Atiku Abubakar i Umaru Yar'Adua més tard van esdevenir figures sèniors del Partit Democràtic dels Pobles de Nigèria (PDP).

## Refundació del SDP
Després de la prohibició del SDP i el final del procés democràtic del General Ibrahim Babangida va estar anys sense actuar. Després del 2012 un nou partit format per la fusió d'altres va emergir amb el nom de SDP, constituït per una aliança de 13 partits polítics. El partit refundat va disputar diversos llocs polítics en les eleccions generals de 2015 excepte per a President que va admetre al candidat de Partit Democràtic dels Pobles de Nigèria Goodluck Jonathan

## Ideologia del Partit refundat
Segons el Cap Olu Falae, SDP va ser creat per fer pressió als dos partits principals: el Partit Democràtic dels Pobles de Nigèria i el Congrés de Tots els Progressistes.

## Raons per refundar el Partit
- Continuació de l'inacabat procès després de les eleccions anul·lades del 12 de juny de 1993
- Ser una tercera força en el camp polític després del Partit Democràtic dels Pobles de Nigèria i del Congrés de Tots els Progressistes
- Una plataforma per lluitar contra la corrupció a Nigèria